# Manfreda scabra
Manfreda scabra är en sparrisväxtart som först beskrevs av Casimiro Gómez de Ortega, och fick sitt nu gällande namn av Mcvaugh. Manfreda scabra ingår i släktet Manfreda och familjen sparrisväxter. Inga underarter finns listade i Catalogue of Life.